# Universitatea Uppsala
Universitatea Uppsala (în suedeză Uppsala universitet, acronim UU) este o universitate aflată în orașul suedez Uppsala, fiind cea mai veche universitate din Scandinavia. Aceasta a fost deschisă în anul 1477.